# Muzzano (Tesino)
Muzzano es una comuna suiza del cantón del Tesino, situada en el distrito de Lugano, círculo de Agno. Limita al norte con la comuna de Bioggio, al noreste con Lugano, al este con Sorengo, al sur con Collina d'Oro, y al oeste con Agno.